# Jean-Claude Hollerich

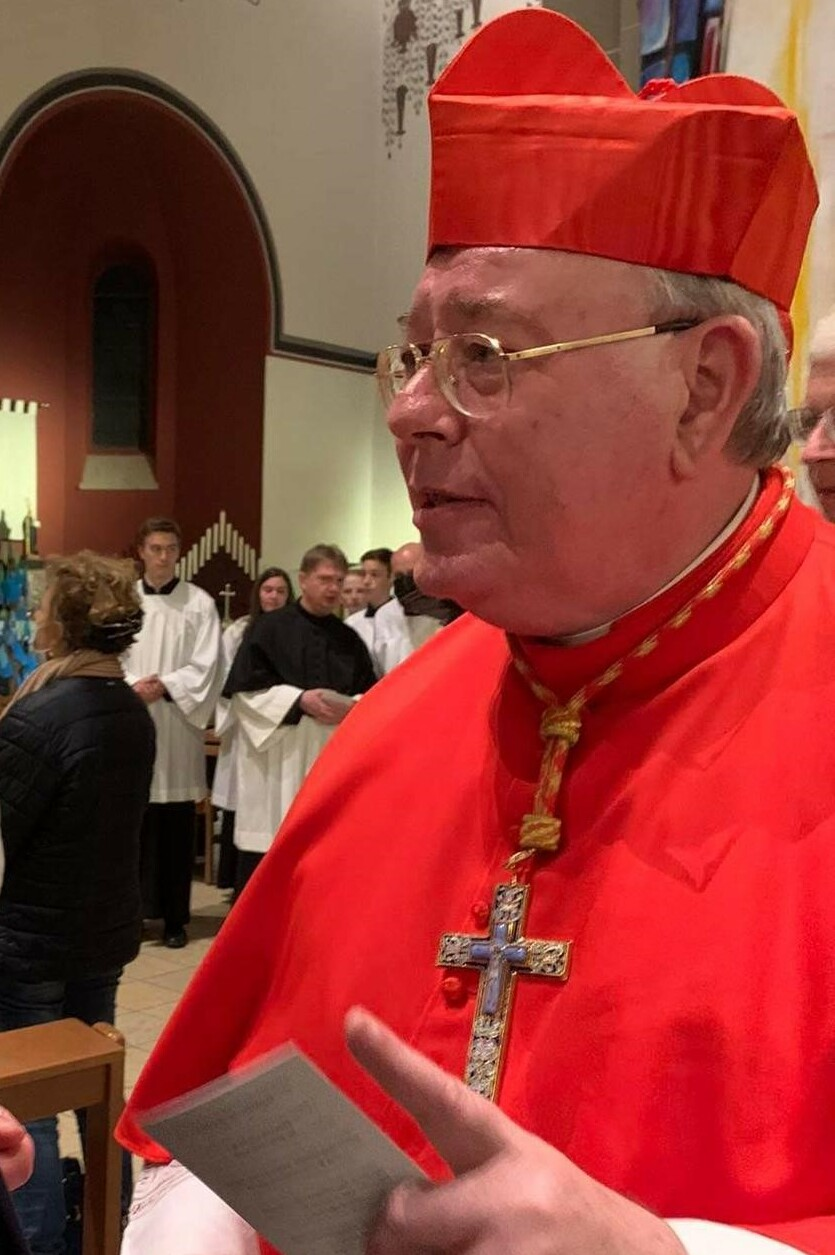
Erzbischof Jean-Claude Kardinal Hollerich (2022)

Kardinalswappen von Jean-Claude Hollerich mit dem Wappenspruch Annuntiate ‚Verkündet!‘ (Ps 96,2 EU)

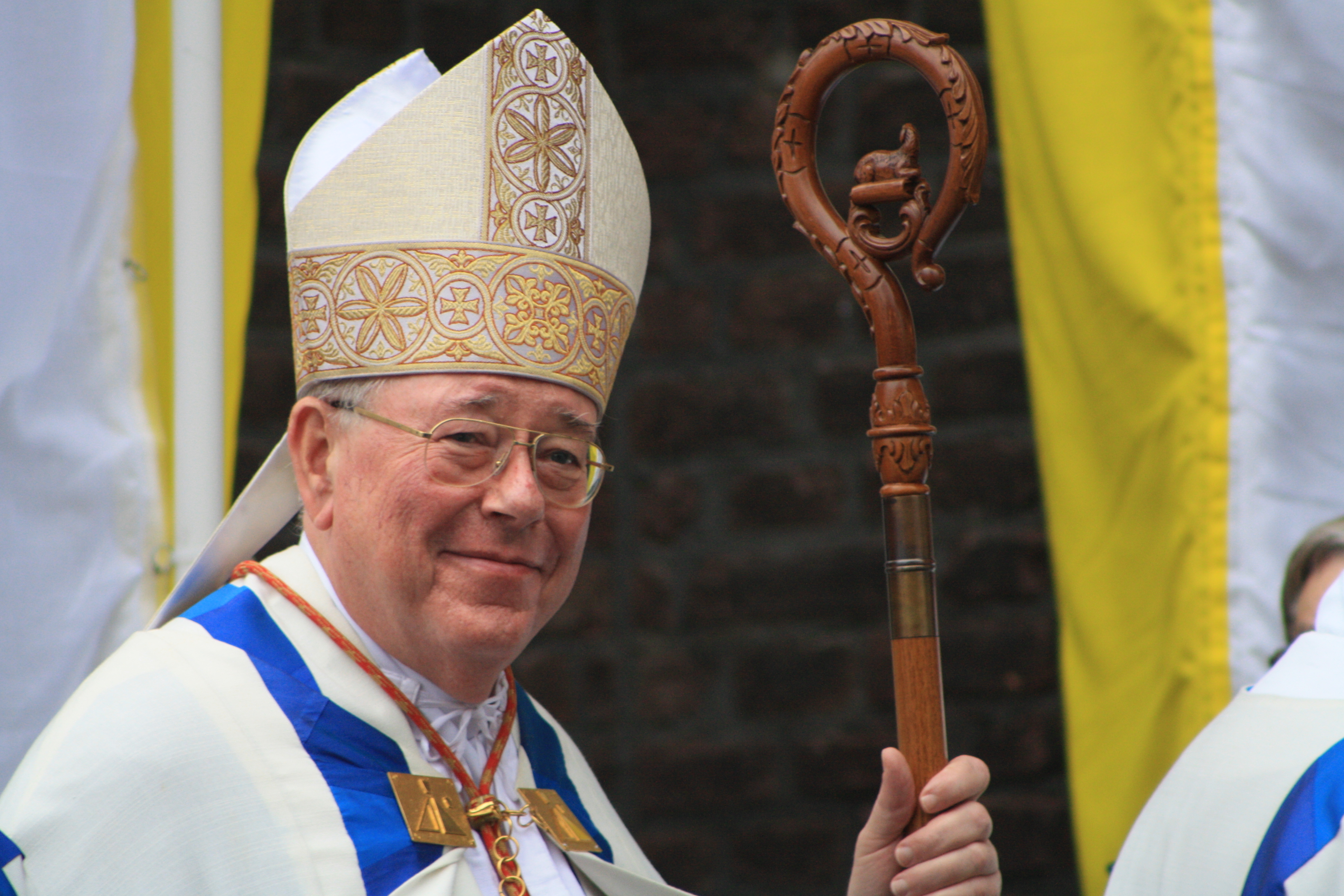
Jean-Claude Kardinal Hollerich mit Mitra und Chormantel (2024)

Jean-Claude Kardinal Hollerich SJ (* 9. August 1958 in Differdingen) ist ein luxemburgischer römisch-katholischer Geistlicher und Erzbischof von Luxemburg. Von 2018 bis 2023 war er der Präsident der Kommission der Bischofskonferenzen der Europäischen Gemeinschaft (ComECE).

## Leben
Jean-Claude Hollerich, der in Vianden im Nordosten von Luxemburg aufwuchs, besuchte die École Apostolique von Clairefontaine und das Lycée Classique in Diekirch. Er ging als Kind mit seinen Eltern nach eigener Aussage nur zur Kirche, wenn die Großmutter zu Besuch war. Von 1978 bis 1981 studierte er Katholische Theologie und Philosophie an der Päpstlichen Universität Gregoriana in Rom. Am 27. September 1981 trat er der Ordensgemeinschaft der Gesellschaft Jesu bei.  Nach einem Noviziat in Namur von 1981 bis 1983 folgte ein Pastoralpraktikum von 1983 bis 1985 in Luxemburg. Am 15. September 1985 reiste Hollerich nach Japan und studierte bis 1989 die dortige Sprache und Kultur sowie Theologie an der Sophia-Universität in Tokio.
Zurück in Europa erwarb er von 1989 bis 1990 das Theologie-Lizenziat an der Philosophisch-Theologischen Hochschule Sankt Georgen in Frankfurt am Main. Am 21. April 1990 empfing er in Brüssel die Priesterweihe. Es folgte von 1990 bis 1994 ein Lizenziat in deutscher Sprache und Literatur an der Ludwig-Maximilians-Universität München. Bis 2001 war Hollerich Doktorand am Zentrum für Europäische Integrationsforschung in Bonn. Am 18. Oktober 2002 legte Jean-Claude Hollerich sein Ordensgelübde in der Sankt-Ignatius-Kirche in Tokio ab. Er ist Mitglied der japanischen Jesuitenprovinz, war Professor für Deutsch und Französisch und zwischen 2008 und 2011 Vizerektor für Allgemeine und Studentische Angelegenheiten der Sophia-Universität in Tokio. Zudem war er in dieser Zeit auch Rektor der Jesuitengemeinschaft an der Sophia University, in der 65 Jesuiten aus verschiedenen Ländern leben.
Papst Benedikt XVI. ernannte Hollerich am 12. Juli 2011 zum Erzbischof des Erzbistums Luxemburg. Die Bischofsweihe spendete ihm sein Vorgänger, Erzbischof Fernand Franck, am 16. Oktober desselben Jahres in der Kathedrale zu Luxemburg; Mitkonsekratoren waren der Erzbischof von Köln, Joachim Kardinal Meisner, und der Erzbischof von Tokio, Peter Takeo Okada. Er ist der achte Bischof und dritte Erzbischof von Luxemburg.
2014 wurde er Präsident der Konferenz der Justitia-et-Pax-Kommissionen Europas. Vom 3. April 2019 bis zum 11. März 2025 war er zudem Präsident des internationalen Ministrantenbundes CIM (Coetus Internationalis Ministrantium).
Am 1. September 2019 gab Papst Franziskus bekannt, ihn im Konsistorium vom 5. Oktober 2019 als Kardinalpriester in das Kardinalskollegium aufnehmen zu wollen. Bei der Kardinalskreierung wies ihm der Papst am 5. Oktober 2019 die Titelkirche San Giovanni Crisostomo a Monte Sacro Alto zu. Die Besitzergreifung seiner Titelkirche fand am 16. Februar des folgenden Jahres statt. Am 21. Februar 2020 ernannte ihn Papst Franziskus zum Mitglied des Päpstlichen Rates für die Kultur und am 8. Juli 2020 desselben Jahres zudem zum Mitglied des Päpstlichen Rates für den Interreligiösen Dialog sowie am 29. September 2021 zum Mitglied der Kongregation für das Katholische Bildungswesen. Am 18. Februar 2023 ernannte ihn Papst Franziskus zum Mitglied des Dikasteriums für die Kultur und die Bildung, in dem die vormalige Kongregation für das Bildungswesen und der Päpstliche Rat für die Kultur aufgegangen waren.
Von 2018 bis 2023 war Hollerich als Nachfolger des Münchner Erzbischofs Reinhard Kardinal Marx Präsident der Kommission der Bischofskonferenzen der Europäischen Gemeinschaft (ComECE); 2023 stellte er sich nicht mehr für das Amt zur Verfügung. 2021 wurde Hollerich zum Vize-Präsidenten des Rats der europäischen Bischofskonferenzen gewählt.
Papst Franziskus ernannte Hollerich 2021 zum Generalrelator der 16. ordentlichen Generalversammlung der Bischofssynode Für eine synodale Kirche: Gemeinschaft, Teilhabe und Mission. Spekulationen, er könne Nachfolger von Papst Franziskus im Papstamt werden, wies Hollerich im März 2022 als „Fantasien einiger Leute“ zurück; solche Gerüchte seien „eher ein Angriff auf den Papst“. Er selber sei ein Reformist wie Franziskus; in der Kirche müssten durchaus Anpassungen vorgenommen werden.
Am 7. März 2023 wurde er von Papst Franziskus in den Kardinalsrat berufen.

## Wirken
Hollerich erhielt am 31. Januar 2022 den Abraham-Geiger-Preis der Universität Potsdam für seine pluralistische Denkweise. Die Preisverleihung fand in der Berlin-Brandenburgischen Akademie der Wissenschaften in Berlin statt; die Laudatio hielt der Staatspräsident von Portugal, Marcelo Rebelo de Sousa.
Jean-Claude Hollerich ist seit 1994 Mitglied der katholischen Studentenverbindungen AV Edo-Rhenania zu Tokio und AV Rheinstein zu Köln sowie später der KDStV Churtrier zu Trier, der KDStV Wildenstein zu Freiburg und seit 2021 der KAV Capitolina zu Rom; alle im Cartellverband der katholischen deutschen Studentenverbindungen (CV). Von 2021 bis 2023 übte er das Amt des CV-Seelsorgers aus. Sein Nachfolger im Amt ist Peter Schallenberg.
Hollerich spricht fließend Deutsch, Französisch, Italienisch, Portugiesisch, Japanisch und Luxemburgisch.

## Positionen
Im Oktober 2019 erklärte Hollerich, er könne sich die Zulassung von verheirateten Priestern neben zölibatären Priestern in der römisch-katholischen Kirche vorstellen.
Homosexuelle Handlungen sind seiner Meinung nach keine Sünde, erklärte er in einem Interview vom Februar 2022; die christliche Sexualmoral brauche nach Angaben des Kardinals „eine Grundrevision der Lehre“.
Zur Frauenordination, die durch Papst Johannes Paul II. im Lehrschreiben Ordinatio sacerdotalis ausgeschlossen worden war, hat sich mit Hollerich erstmals ein Kardinal positiv geäußert; das Verbot der Frauenweihe sei „wahrscheinlich“ keine unfehlbare Lehre des Papstes. „Mit der Zeit“ könne ein Papst diese Frage anders entscheiden. Er schloss die Weihe aber aus, wenn sie die Verbindung zur Orthodoxie gefährden oder in der römisch-katholischen Kirche zu einer Polarisierung führen würde.

## Schriften
- Narrativität im Konstantinopolitanischen Glaubensbekenntnis, in: Sophia Linguistica, N. 37 (1994)
- Different Way of Dialogue, in: Bulletin of Universities and Institutes, Sophia University, N. 29 (1994)
- Der Ursprung der Schulgrammatik, in: Bulletin of Universities and Institutes, Sophia University, N. 30 (1995)
- Das Entstehen eines Nationalbewusstseins in Luxemburg, in: Bulletin of Universities and Institutes, Sophia University, N. 32 (1997)
- Was auf dem Spiel steht. Die Zukunft des Christentums in einer säkularen Welt, Herder Korrespondenz Januar 2022, ISBN 978-3-451-27449-7, mit Volker Resing (Herausgeber), Alberto Fabio Ambrosio OP (Herausgeber)